# Kolonisering av Mars
Möjligheten till Kolonisering av Mars studeras av många forskare, bland annat inom Artemisprogrammet som arbetar med förutsättningarna för en framtida rymdkolonisation. 
Mars är den planet som troligen kommer att koloniseras först, delvis på grund av det förhållandevis korta avståndet. Dessutom har Mars en någorlunda slät yta, atmosfär och tillgång till vatten. Allt sammantaget anses det vara den bästa planeten i vårt solsystem att leva på, vid sidan om jorden. Förutom det vetenskapliga intresset har resor till och kolonier på Mars engagerat en mängd författare och filmregissörer ända sedan rymdålderns början.

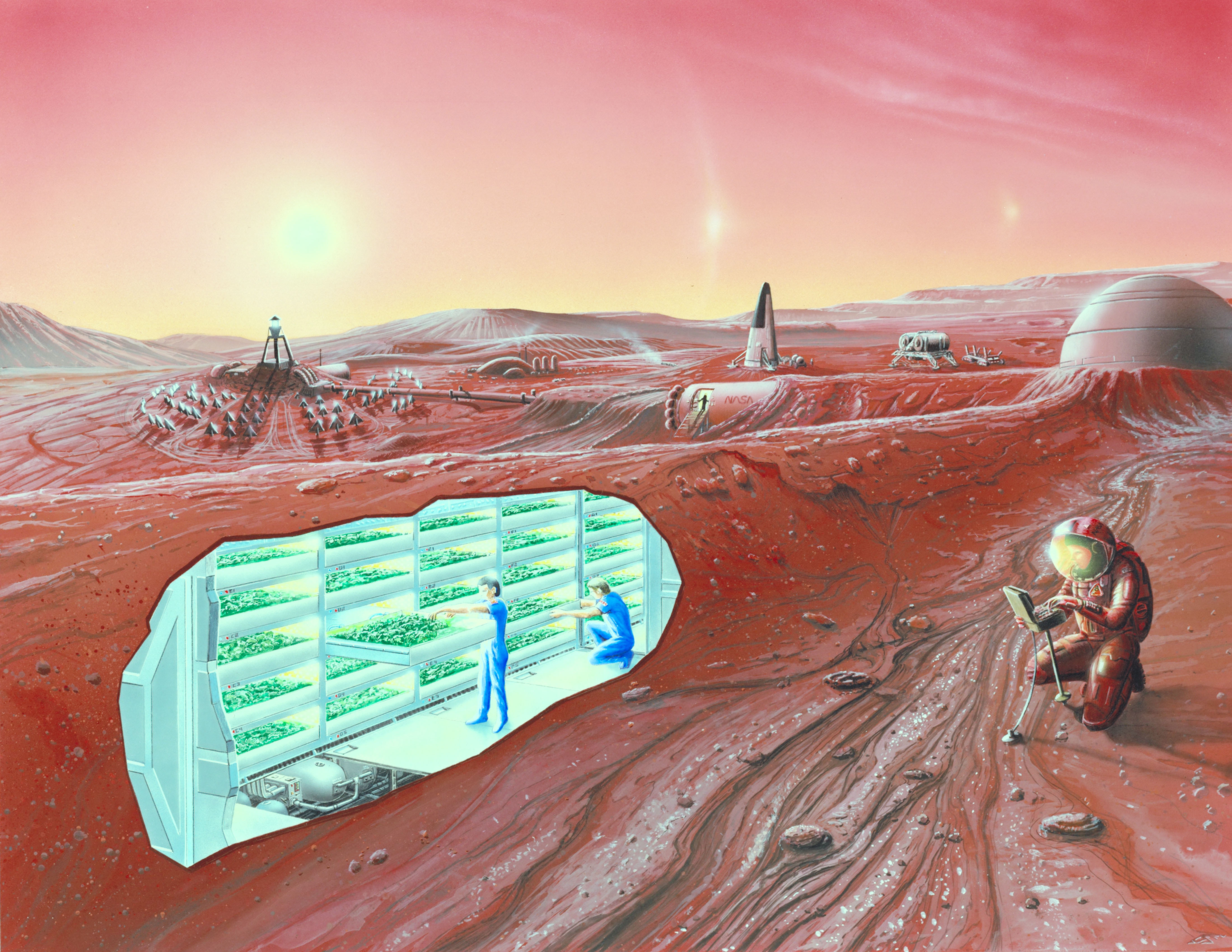
Illustration av en Mars-koloni.

## Terraformering av Mars
Vissa forskare tror att man kan göra Mars varmare genom att pumpa ut växthusgaser i atmosfären. Det skulle smälta polarisarna och därmed tillåta odling av växter, som sedan skapar syre åt människor och djur. Andra forskare har kommit med invändningar, som handlar om dels vad som är tekniskt genomförbart och dels vad som är önskvärt. Dock skulle detta kosta mycket men man tror att det kommer att kunna ske i framtiden.

## Transport från jorden till Mars
Förutom Venus behöver ingen annan planet lika lite energi per massenhet för att resa till från jorden. Med Hohmannbana tar resan omkring nio månader, men det kan minskas till så ”lite” som sex månader. Att minska restiden under sex månader är inte möjligt med dagens raketmotorer, men forskarna arbetar med till exempel jonraketer och solsegel. Även kärnenergiraketer övervägs då man med dessa kan använda brachistochronisk bana och då minska restiden till några få veckor. Redan idag tillåter vissa av dessa tekniker förflyttning med konstant acceleration, hittills 0,1 g.

## Bemannade uppdrag
De första bemannade färderna till Mars kommer troligen inte att syfta till kolonisation, lika lite som Apolloprogrammet syftade till att kolonisera månen. Istället kommer de att undersöka markytan, för att ge en förbättrad bild av planetens geologi och geografi. Enligt NASA ska en bemannad expedition genomföras före 2025.

## Likheter med jorden
Även om jorden i mycket är uppbyggd som Venus, liknar den Mars på flera av de punkter som är avgörande för en kolonisation.
- Ett soldygn på Mars är nästan lika långt som ett soldygn på jorden. Marsdygnet är i genomsnitt 24 timmar, 39 minuter och 35,244 sekunder, jämfört med jordens 24 timmar.
- Trots att Mars är mycket mindre har den nästan lika stor ”landyta”, eftersom den saknar hav.
- Mars rotationsaxel lutar 25,19° jämfört med jordens 23,44°. Det gör att Mars har årstider liknande jordens, men mycket längre eftersom ett Mars-år är omkring 1,88 jordår. (Skillnaden i lutning gör att Mars har en annan Polstjärna än jorden, Cygnus[förtydliga] istället för Ursa Minor.)
- Mars har en mycket tunn atmosfär, omkring 0,7 % av jordens. Dock räcker det för att ge ett visst skydd mot olika slags strålning, och för att åtminstone delvis bromsa landande farkoster.
- Det finns vatten på Mars, i form av is runt polerna. Dessutom är istäckena så pass tjocka att en koloni skulle kunna försörja sig själv med färskvatten, som är en av grundförutsättningarna.

## Skillnader mot jorden
- Mars gravitation är drygt en tredjedel av jordens, men man vet inte om det räcker för att minska hälsoeffekterna av total tyngdlöshet.
- Det är kallt på Mars, i genomsnitt  -63°C, men man har noterat ända ner till -140°C. Lägsta rapporterade temperatur på jorden är -89,2°C.
- Eftersom Mars ligger längre bort från solen är det solljus som faller in i övre atmosfären mindre än hälften så starkt som på jorden eller månen. Däremot gör den tunnare atmosfären att mer av solljuset når markytan.
- Mars omloppsbana är betydligt mer excentrisk än jordens, med följden att temperatur och solinstrålning varierar mycket under året.
- Atmosfärstrycket vid markytan är omkring 6 millibar, vilket gör det helt omöjligt att röra sig utan tryckdräkt. Eftersom terraformering inte är möjlig på kort sikt, kommer alla bostäder och fordon att behöva tryckskrov, som förbinds med varandra genom slussar.

## Livsduglighet
Medan de inre planeterna är mycket varma, och de yttre desto kallare, är Mars ganska lik jorden på många av de punkter som är viktiga för en koloni. På jorden har människor vid flera tillfällen arbetat under förhållanden som liknar dem på Mars när det gäller både tryck och temperatur. Det enda som inte kan återskapas på jorden är de allra lägsta av de temperaturer som har iakttagits på Mars.

## Strålning
Mars magnetfält skiljer sig mycket från jordens och tillsammans med den tunna atmosfären gör det att betydligt mer strålning utifrån rymden når markytan. Det gäller bland annat vissa slag av joniserande strålning, som gör att människor inte kan vistas på vissa platser mer än några månader åt gången.

## Kommunikation
Både NASA och ESA har kommunikationssatelliter i bana runt Mars, som kommer att kunna användas av framtida bemannade farkoster. Vartefter dessa tjänar ut kommer man att sända ut nya som tas i drift före en kommande kolonisering. Direkt talkommunikation mellan jorden och Mars kommer däremot inte att vara möjligt, eftersom avståndet ger en fördröjning mellan 3 och 22 minuter. NASA har konstaterat att kommunikationen mellan jorden och Mars kan vara helt avbruten i så mycket som två veckor när planeterna är på varsin sida av solen. För att motverka detta kan man tänka sig en eller flera satelliter mellan Mars och jorden, som då skulle kunna skicka signalerna en ”omväg” förbi solen.[källa behövs]

## Robotsonder
För att hitta lämpliga platser för de kommande kolonierna kan man använda sig av hel- eller halvautomatiska sonder som Spirit och Opportunity. De kan leta reda på naturresurser som grundvatten och is, för att underlätta för de kommande kolonierna. Sådana sonder kan arbeta i flera år, möjligen årtionden.
Radiostyrd utrustning kan användas för att utvinna vatten och även andra naturresurser. De kan också användas för att bygga enkla baser, så att de finns på plats när de bemannade farkosterna anländer.

## Ekonomi
Precis som när Europas länder koloniserade den övriga världen är ekonomin avgörande för att etablera kolonierna på Mars och göra dem självgående. Ett stort problem är de gigantiska inledande kostnaderna för att grundlägga kolonin, och anpassa den för bofasta invånare. Den första tiden kommer kolonin, eller kolonierna, troligen mest att arbeta med utveckling av lokala resurser, som exempelvis vatten och vissa mineraler. En vara som kanske kan ingå i handeln mellan Mars och jorden är konstgödsel. Vissa undersökningar har visat att jordmånen på Mars är sådan att konstgödsel är helt nödvändigt för odling, fram till dess att de kemiska förutsättningarna förbättras. Kolonierna kommer troligen att lita till solenergi i relativt hög grad. Solinstrålningen mot Mars är drygt 40 % av jordens, men den tunna atmosfären gör att nästan allt når markytan. Som jämförelse absorberar jordens atmosfär drygt en fjärdedel av solinstrålningen. Även kärnkraft är tänkbart, eftersom bränslet är väl lämpat för att transportera från jorden. Dessutom skulle det ge både el och värme, som är av stor vikt för en Marskoloni. I utbyte mot konstgödsel och vissa bränslen kommer kolonierna på Mars att kunna ”exportera” vissa mineral, som bryts dels på själva planeten och dels på månarna Phobos och Deimos. Dessutom kommer man kanske att kunna dra nytta av den tunna atmosfären för tillverkning av material med höga krav på renhet, till exempel vissa halvledare.

## Möjliga boplatser
Lämpliga platser för större permanenta baser på Mars finns huvudsakligen i tre regioner.
Polerna
På grund av det permanenta istäcket har Mars poler varit av intresse för större baser under många år, även om man på senare år har upptäckt vatten även på den övriga planeten. Däremot har Mars midnattssol respektive polarnatt på liknande sätt som jordens poler, vilket bland annat gör att man halva året kommer att kunna arbeta i skift dygnet runt, och andra halvan kan frysförvara gods utan maskinell hjälp.
Vid ekvatorn
Mars Odyssey upptäckte vad som verkar vara naturliga grottor i närheten av vulkanen Olympus Mons. Man har spekulerat i att sådana utrymmen skulle kunna användas för att skydda kolonier mot strålning och mikrometeoriter. Likaså har man övervägt att utvinna geotermisk energi.
Valles Marineris
På Mars finns en 4 000 km lång och cirka 6 km djup klyfta, liknande Grand Canyon men mycket större. En sådan klyfta ger förstås ett visst skydd, och dessutom är atmosfärstrycket längst ner på botten ungefär tjugofem procent högre än vid markytan.

## Stöd
Kolonisation av Mars stöds av en rad organisationer med varierande inriktning. Den äldsta är Mars Society, som stöder NASA:s planer på att skicka människor till Mars. De har satt upp egna träningsanläggningar i både USA och Kanada, där man tränar med tänkbara dräkter och fordon – men förstås i mycket starkare gravitation än på Mars. 

En annan organisation är MarsDrive, som snarare är inriktade på privata initiativ liknande Virgin Galactic. NASA och SpaceX är hittills de enda som har konkreta planer för resorna till och från Mars, övriga intresserar sig främst för arbetet på plats.

## Motstånd
Vid sidan av de generella invändningarna mot kolonisation av rymden (se Rymdkolonisering), finns en rad specifika invändningar mot kolonisation av Mars.
- Mars gravitation är drygt en tredjedel så stark som på jorden. Tillsammans med den tunna atmosfären ger det betydande svårigheter att landa tunga, bemannade farkoster på ett säkert sätt. Att använda en landningsteknik liknande de tidigare amerikanska rymdfärjorna är inte möjligt, och bromsraketer behöver ju bränsle.
- Mars saknar magnetfält och därmed skydd från solens joniserande strålning. Kortare tid går det bra att vistas oskyddad på ytan, men för längre tid kommer det att krävas skyddade miljöer under mars yta.
- Man har hittills inte kunnat bevisa om något slags liv har funnits eller inte, smärre encelliga organismer kan rentav finnas idag. Det leder till frågor om vad som skulle hända om organismer härifrån förs dit med utrustning, och omvänt.
- Det är okänt om Mars gravitation är tillräcklig för att tillåta längre vistelser, och eventuellt insjuknade astronauter är svåra att föra tillbaka till jorden på grund av det långa avståndet.
- Mars har en flykthastighet på 5 km/s, som är mindre än hälften av jordens men mer än dubbelt så mycket som månens. Det gör att handel mellan Mars och jorden kan bli svår att göra lönsam.
- Det kommer att dröja tämligen länge innan de som investerar i kolonierna på Mars börjar tjäna pengar på dem.
- Med mer eller mindre jämna mellanrum drabbas Mars yta av stoftstormar, liknande sandstormar på jorden. De minskar solinstrålningen, och vissa av dem täcker stora delar av planeten.